# Ángel Álvarez Rodríguez
Ángel Álvarez Rodríguez, conocido como Ángel Álvarez, (León, 1947) es un ingeniero español especializado en programación informática para la industria aeroespacial.

## Trayectoria
Álvarez nació en León y estudió Ingeniería industrial en la Universidad Politécnica de Madrid, donde se tituló como ingeniero. En 1972 obtuvo una beca del programa Fulbright y estudió un Máster en Computer Science en la Universidad de California en Los Ángeles hasta 1974. En esta universidad estuvo trabajando durante cuatro años como experto en ciencias de la computación aplicadas al campo de la industria aeroespacial. En 1980 obtuvo el doctorado en ingeniería industrial por la Escuela Técnica Superior de Ingenieros Industriales (Universidad Politécnica de Madrid).
Dentro de las labores profesionales de Álvarez destacar su trabajo docente así como sus cargos de responsabilidad en las relaciones internacionales de la universidad con otras instituciones docentes. Con la experiencia adquirida durante su estancia en Estados Unidos en la Universidad de Los Ángeles, impulsó la movilidad de estudiantes en otros países para facilitar los intercambios de formación y trabajo, dado su conocimiento de Asia y Estados Unidos. 
Álvarez fue profesor en la Escuela Técnica Superior de Ingenieros Industriales (ETSII), Escuela Técnica Superior de Ingenieros de Telecomunicación (ETSIT) así como en la Facultad de Informática de la Universidad Politécnica de Madrid desde 1977 hasta el año de su jubilación en 2017. Impartió docencia en sistemas operativos, arquitectura informática, sistemas distribuidos y programación informática. 
También fue Vicerrector Adjunto para Asia en la Universidad Politécnica de Madrid (UPM) desde 2004 a 2016. Participa en conferencias, debates y foros sobre multiculturalidad como experto conocedor de Asia. Es miembro del claustro senior de Cátedra China como representante del mundo académico y de la cultura. Desde 2017 es miembro de la Junta Directiva de la Asociación J. W. Fulbright participando en la organización de sus actividades culturales y conferencias.
Álvarez sigue impulsando los intercambios culturales y formativos como miembro de diferentes instituciones, como Cátedra China, ACM, IEEE, CCACO o Sigma Xi. Entre otras responsabilidades asumidas en estas instituciones destacar que de 1986 a 1994 participó en la Asamblea General de la Federación Internacional de Procesamiento de la Información (IFIP) representando a España. En la actualidad es Vicepresidente de la Asociación Centro de Cultura y Arte China Occidente (CCACO) coordinando exposiciones como la realizada en Palencia sobre la ruta de la seda en mayo de 2017, o la realizada en la Casa Botines de León en 2018. Participó con la ponencia Fortalezas y debilidades de China en TIC, en vista del conflicto actual con EEUU en la jornada “China y Occidente frente a frente: rivalidad o cooperación” organizada por Cátedra China y el Instituto Schiller, en la que entre otros participó Yao Fei, Ministro Consejero de la embajada de la China en España.

## Publicaciones seleccionadas
- 2020 Fortalezas y debilidades de China en TIC, en vista del conflicto actual con EEUU.[11]

## Reconocimientos
- 1972 a 1974 Beca del Programa Fulbright en la Universidad de California en Los Ángeles.
- 2004 a 2016 Vicerrector Adjunto para Asia en la UPM.
- Desde 2017 Vocal de la Junta Directiva de la Asociación J. W. Fulbright.[12]